# لي هازلوود
لي هازلوود (بالإنجليزية: Lee Hazlewood)‏ هو كاتب سيناريو وكاتب أغاني ومغن مؤلف وملحن ومنتج أسطوانات ومغني وممثل أمريكي، ولد في 9 يوليو 1929 في أوكلاهوما في الولايات المتحدة، وتوفي في 4 أغسطس 2007 في هندرسون في الولايات المتحدة بسبب سرطان الكلية.

## وصلات خارجية
- الموقع الرسمي
- لي هازلوود على موقع IMDb (الإنجليزية)
- لي هازلوود على موقع الموسوعة البريطانية (الإنجليزية)
- لي هازلوود على موقع ميوزك برينز (الإنجليزية)
- لي هازلوود على موقع أول موفي (الإنجليزية)
- لي هازلوود على موقع قاعدة بيانات الأفلام السويدية (السويدية)
- لي هازلوود على موقع إن إن دي بي (الإنجليزية)
- لي هازلوود على موقع أول ميوزيك (الإنجليزية)
- لي هازلوود على موقع ديسكوغز (الإنجليزية)
- لي هازلوود على موقع قاعدة بيانات الفيلم (الإنجليزية)